# Axel Tidstrand
Axel Ludvig Tidstrand, född 4 mars 1871 i Tidavads församling i dåvarande Skaraborgs län, död 14 oktober 1948 i Bjursås församling i Kopparbergs län, var en svensk industriman.
Axel Tidstrand var son till handelsmannen Gustav Larsson (1833–1905) och hans första hustru Anna Katrina Johansdotter (1840–1874). Han började praktik inom yllebranschen vid 13 års ålder, genomgick handelsskola och verkade vid flera olika industrier, bland annat som föreståndare och spinnmästare vid Trollebo Yllefabrik. Han drev ett mindre spinneri i Värmland och sedan ett med en kompanjon i Hedemora. År 1896 grundade han Falu Yllefabrik AB (sedermera Tidstrands Yllefabriker AB) i Sågmyra i Dalarna, där han var verkställande direktör. Företaget var under hans tid uppe i 800 anställda. Han var också VD för Smålands Yllefabrik AB i Lagan.
Han var ledamot av kyrkorådet, hedersordförande och hedersmedlem i Svenska Motorklubbens Dalaavdelning samt hedersordförande i Ullspinneri- och väveriföreningen S. L. F. Han var kommendör av Vasaordens andra klass.
Axel Tidstrand gifte sig 1896 med Ellen Bergh (1871–1955), dotter till sergeanten Frans Gustaf Bergh och Ulrika Ehrenstråhle. De fick fyra barn: direktören Ragnar Tidstrand (1897–1977; farfar till Johan och Helena Tidstrand), disponenten Sven Tidstrand (1899–1991), Inez Engel (1904–1984) och Maj-Britt Pihlström (1911–1988).
Han är begravd på Bjursås kyrkogård tillsammans med sonen Sven och hans hustru.